# Atractus occipitoalbus
Atractus occidentalis — вид змій родини полозових (Colubridae). Мешкає в Південній Америці.

## Поширення і екологія
Atractus occidentalis мешкають на заході Амазонії і на східних схилах Анд, на території Колумбії, Еквадору, Перу і Болівії. Вони живуть у вологих рівнинних тропічних лісах Амазонії та в галерейних лісах в передгір'ях. Зустрічаються на висоті від 300 до 1000 м над рівнем моря. Ведуть наземний спосіб життя, живляться дощовими черв'яками, відкладають яйця.

## Збереження
МСОП класифікує стан збереження цього виду як близький до загрозливого. Atractus occipitoalbus загрожує знищення природного середовища.